# トレーラー・ハウスで
「トレーラー・ハウスで」は、1999年12月10日に発売された甲斐バンドの37枚目のシングル。

## 概要
オリコン最高75位。
1999年の甲斐バンド再始動三部作、第一弾シングル。
イーストウェスト・ジャパン移籍後シングルで、初のマキシ・シングル。
PVも制作された。
発売当時、フジテレビ系TV番組「ウチくる!?」のエンディングテーマに使用。
タイトル曲はシングル・ヴァージョン。
カップリング曲『安奈'99』は1979年のシングル『安奈』のリミックス新録音。およびそれぞれのTVミックスを収録。
全曲アルバム未収録。
なおギターのゲストプレーヤーとして鈴木茂がクレジットされている。

## 収録曲
- 全作詞・作曲：甲斐よしひろ

1. トレーラー・ハウスで （Single Version）
2. 安奈'99 （Millennium Eve MIX）
3. トレーラー・ハウスで （TV Mix）
4. 安奈'99 （TV Mix）